# Secrétariat des Nations unies
Le secrétariat des Nations unies est un des principaux organes de l'ONU. À sa tête, se trouve le secrétaire général des Nations unies. Il est installé au siège des Nations unies.

## Rôle
Le rôle du secrétariat de l'ONU est purement administratif, comme la réalisation des traductions ou l'organisation des réunions. Il s'assure du bon fonctionnement de l'ONU et de ses agences.
Il se charge également de réaliser des études qui seront transmises aux organes adéquats de l'ONU, de manière à porter à leur connaissance des sujets que le secrétariat juge importants. La communication avec les médias est également de son ressort.

## Composition
Le secrétariat est composé uniquement de civils, environ 250. Ces derniers doivent prêter le serment de ne se laisser influencer par personne.
Les langues de travail du secrétariat sont l'anglais et le français.

## Offices et bureaux
- Cabinet du Secrétaire général des Nations unies
- Bureau des services du contrôle interne
- Bureau des affaires juridiques
- Bureau des affaires de désarmement
- Bureau de la coordination des affaires humanitaires
- Bureau des Nations unies pour la réduction des risques de catastrophes
- Haut-Commissariat des Nations unies aux droits de l'homme
- Haut Commissariat des Nations unies pour les réfugiés
- Office des Nations unies contre la drogue et le crime
- Bureau du Haut Représentant pour les pays les moins avancés, les pays en développement sans littoral et les petits États insulaires en développement
- Bureau des affaires spatiales des Nations unies

## Départements
- Département des affaires politiques et de la consolidation de la paix
- Département des opérations de maintien de la paix
- Département des affaires économiques et sociales
- Département de l'appui aux missions
- Département de l'Assemblée générale et de la gestion des conférences
- Département de la communication globale (en)
- Département de la gestion
- Département de la sûreté et de la sécurité

## Sièges extérieurs
Il s'agit des offices qui administrent les sièges de l'ONU en dehors du siège des Nations unies à New York, aux États-Unis.
- Office des Nations unies à Genève (ONUG)
- Office des Nations unies à Vienne (ONUV)
- Office des Nations unies à Nairobi (ONUN)

## Commissions régionales du Conseil économique et social
- Commission économique et sociale pour l'Asie occidentale (CESAO)
- Commission économique et sociale pour l'Asie et le Pacifique (CESAP)
- Commission économique pour l'Afrique (CEA)
- Commission économique pour l'Amérique latine et les Caraïbes (CEPALC)
- Commission économique pour l'Europe (CEE)